# HAT-P-15 b
HAT-P-15 b (Tryzub) – planeta pozasłoneczna krążąca wokół gwiazdy HAT-P-15 (Berehynia) w gwiazdozbiorze Lutni, odległej o około 630 lat świetlnych od Słońca.

## Odkrycie
Planeta została odkryta w 2010 roku w ramach projektu HATNet. Odkryto ją metodą obserwacji tranzytów, co pozwoliło równocześnie wyznaczyć promień i rzeczywistą masę tej planety. Tranzyty planety mają miejsce co 10,9 doby i trwają ok. 5,5 godziny.

## Charakterystyka
Jest to gorący jowisz, gazowy olbrzym o masie prawie dwukrotnie większej od masy Jowisza, który obiega swoją gwiazdę w średniej odległości 0,096 au, około dziesięciokrotnie mniejszej niż średnia odległość Ziemi od Słońca. Jej promień jest nieznacznie większy niż promień Jowisza, co pozwala obliczyć gęstość planety równą 1,96 g/cm³; na tej podstawie można ocenić, że w składzie planety dominują wodór i hel, a cięższe pierwiastki stanowią tylko ok. 2% jej masy (10 M🜨).

## Nazwa
Planeta ma nazwę własną Tryzub, oznaczającą jeden z symboli Ukrainy, uwieczniony w jej herbie i znany z monet bitych przez księcia Włodzimierza Wielkiego. Nazwa została wyłoniona w konkursie, który zorganizowała w 2019 roku Międzynarodowa Unia Astronomiczna w ramach stulecia istnienia organizacji. Sto państw zyskało prawo nazwania gwiazd i okrążających je planet, uczestnicy z Ukrainy mogli wybrać nazwę dla tej planety. Wybrane nazwy miały być powiązane tematycznie i związane z Ukrainą. Spośród nadesłanych propozycji zwyciężyła nazwa Berehynia („brzeginia”) dla gwiazdy i Tryzub dla planety.